# Municipio de Stony Creek (Dakota del Norte)
El municipio de Stony Creek (en inglés: Stony Creek Township) es un municipio ubicado en el condado de Williams en el estado estadounidense de Dakota del Norte. En el año 2010 tenía una población de 558 habitantes y una densidad poblacional de 3,4 personas por km².

## Geografía
El municipio de Stony Creek se encuentra ubicado en las coordenadas 48°4′55″N 103°31′34″O / 48.08194, -103.52611. Según la Oficina del Censo de los Estados Unidos, el municipio tiene una superficie total de 163.93 km², de la cual 130,49 km² corresponden a tierra firme y (20,4 %) 33,44 km² es agua.

## Demografía
Según el censo de 2010, había 558 personas residiendo en el municipio de Stony Creek. La densidad de población era de 3,4 hab./km². De los 558 habitantes, el municipio de Stony Creek estaba compuesto por el 92,83 % blancos, el 0,54 % eran afroamericanos, el 4,48 % eran amerindios, el 0,18 % eran asiáticos, el 0,18 % eran de otras razas y el 1,79 % eran de una mezcla de razas. Del total de la población el 0,9 % eran hispanos o latinos de cualquier raza.